# 中川晴之助
中川 晴之助（なかがわ はるのすけ、1931年1月2日 - 2018年11月25日）は、東京放送（TBS、現・TBSホールディングス / TBSテレビ）演出部、映画部に所属した監督、テレビディレクター。

## 略歴
1931年（昭和6年）、洋画家の中川一政の次男として生まれる。1953年（昭和28年）、國學院大學文学部を卒業。1955年（昭和30年）、東京放送の前身であるラジオ東京（KRT）に入社する。1985年（昭和60年）、テレパックへ出向し晩年まで東京放送ホールディングス社友であった。
2018年11月25日に肺炎のため死去した。87歳没。墓所は雑司ヶ谷霊園。

## エピソード
1966年（昭和41年）、中川は1月より放映開始された円谷特技プロダクションが制作するTBSテレビの特撮テレビ番組『ウルトラQ』のコイン怪獣カネゴンが登場する話「カネゴンの繭（まゆ）」を監督した。この話を含め同番組では主に子供が主人公の3話を担当し、人間のエゴや偏見を無邪気でひたむきな子供の目線で寓話的に描いた。『ウルトラQ』は全編が映画用の35mmフィルムで撮影されたが、「カネゴンの繭」ではTV用16mmフィルムのつもりで映画用カメラを回し続け、他の監督から「フィルム喰いのハルゴン」と渾名を付けられた。
中川はこの『ウルトラQ』に前後して、渥美清主演のテレビドラマ『泣いてたまるか』のパイロットである第1話を監督している。

## 主な監督作品
- 東芝日曜劇場 すりかえ（TBS、1961年）第16回芸術祭奨励賞受賞
- 東芝日曜劇場 カルテロ・カルロス日本へ飛ぶ（TBS、1963年）第18回芸術祭奨励賞受賞
- スパイ・平行線の世界 介入（TBS、1966年（監督補））
- ウルトラQ（円谷特技プロダクション・TBS、1966年）
  - 「鳥を見た」
  - 「育てよ!カメ」
  - 「カネゴンの繭」
- 泣いてたまるか（国際放映・TBS、1966年-1968年）一話完結のテレビドラマ
  - 「 ラッパの善さん」（脚本：野村芳太郎）
  - 「その一言がいえない」[6]（脚本：橋本忍）
  - 「まごころさん」（脚本：野村芳太郎・森﨑東）
- 木下恵介アワー
  - 女と刀（木下恵介プロダクション・松竹・TBS、1967年）※第7-9話、15-18話を監督
  - 3人家族（木下恵介プロダクション・松竹・TBS、1968年）※第3-5話、17-19話を監督
- まんまる四角（TBS、1973年）
- 七人の刑事（TBS、1978年）
  - 第3シーズン第14話「恋人を殺すとき」
- 橋田ドラマ 見合い結婚（脚本：橋田壽賀子、TBS、1980年）
- 金曜ドラマ もういちど春（TBS、1981年）
- 橋田ドラマ 結婚（脚本：橋田壽賀子、TBS、1983年）
- いま、北斎が甦る（TBS、1987年）

## 親族
- 父：中川一政（洋画家）
- 母：中川暢子（千田是也の姉）
- 妻：中川モモコ（従妹、千田是也の娘）
- 娘：中川安奈（女優）
- 女婿：栗山民也（安奈の夫、演出家）
- 叔父：千田是也（演出家）
- 兄：中川鋭之助（元劇団四季副社長、舞踊評論家）
- 姪：中川七瀬（元女優）
- 甥：中川陽介（映画監督）